# مايكل ستيتش
مايكل ستيتش (بالألمانية: Michael Stich) مواليد 18 أكتوبر 1968 في بينهبرغ، ألمانيا الغربية، هو لاعب كرة مضرب ألماني سابق بدأ مسيرته كمحترف سنة 1980 وكان يلعب باليد اليمنى، اعتزل اللعب في 1997. كما أنه أحد أبطال الجراند سلام. أعلى تصنيف له في الفردي كان المركز الـ 2 في سنة 1993. سبق أن شارك في دورة الألعاب الأولمبية الصيفية.

## بطولات حققها
- بطولة ويمبلدون

## النهائيات

### نهائيات البطولات الكبرى

#### الفردي: 3 (1–2)
| الحصيلة | السنة | البطولة                     | الأرضية | المنافس          | النتيجة                 |
| ------- | ----- | --------------------------- | ------- | ---------------- | ----------------------- |
| الفوز   | 1991  | ويمبلدون                    | عشبية   | بورس بيكر        | 6–4, 7–6(7–4), 6–4      |
| الوصافة | 1994  | بطولة أمريكا المفتوحة للتنس | صلبة    | أندريه أغاسي     | 1–6, 6–7(5–7), 5–7      |
| الوصافة | 1996  | فرنسا المفتوحة              | ترابية  | يفغيني كافلنيكوف | 6–7(4–7), 5–7, 6–7(4–7) |

#### الزوجي: 1 (1–0)
| الحصيلة | السنة | البطولة  | الأرضية | الشريك     | المنافس                 | النتيجة                             |
| ------- | ----- | -------- | ------- | ---------- | ----------------------- | ----------------------------------- |
| الفوز   | 1992  | ويمبلدون | عشبية   | جون ماكنرو | جيم جراب ريتشي رينيبريغ | 5–7, 7–6(7–5), 3–6, 7–6(7–5), 19–17 |

## الميداليات
| الميدالية | المسابقة                       |
| --------- | ------------------------------ |
| ذهبية     | الألعاب الأولمبية الصيفية 1992 |

## روابط خارجية
- مايكل ستيتش على موقع رابطة محترفي التنس (الإنجليزية)
- مايكل ستيتش على موقع الاتحاد الدولي لكرة المضرب (الإنجليزية)
- مايكل ستيتش على موقع كأس ديفيز (الإنجليزية)
- مايكل ستيتش على موقع قاعة مشاهير كرة المضرب الدولية (الإنجليزية)
- مايكل ستيتش على موقع بطولة ويمبلدون (الإنجليزية)
- مايكل ستيتش على موقع خلاصة التنس.كوم (الإنجليزية)
- مايكل ستيتش على موقع اللجنة الأولمبية الدولية (الإنجليزية)
- مايكل ستيتش على موقع أوليمبيديا (الإنجليزية)